# Ram (álbum)
Ram é o segundo álbum de estúdio do músico britânico de rock Paul McCartney e o único álbum creditado à ele e à sua esposa, Linda McCartney, lançado em 17 de maio de 1971 pela Apple Records. Foi gravado em Nova Iorque com os guitarristas David Spinozza e Hugh McCracken, e o futuro baterista da próxima banda de Paul, Wings, Denny Seiwell. Três faixas foram lançadas como singles do álbum: "Uncle Albert/Admiral Halsey", "The Back Seat of My Car" e "Eat at Home". As sessões de gravação também renderam o single que não faz parte do álbum: "Another Day" / "Oh Woman, Oh Why".
O lançamento do álbum coincidiu com um período de discórdia entre McCartney e seus ex-colegas dos Beatles, e sua ação legal em tribunal para dissolver a parceria com eles. John Lennon percebeu indiretas nas letras de canções como "Too Many People". Embora Paul sentisse que havia abordado as críticas que recebeu com seu álbum de estreia em 1970, McCartney, Ram provocou uma reação igualmente desfavorável dos críticos. No entanto, liderou as paradas de álbuns nacionais no Reino Unido, Holanda e Canadá. Hoje, Ram é tido em alta por muitos críticos musicais e muitas vezes é classificado como um dos melhores álbuns solo de Paul McCartney. Também foi reconhecido como um dos primeiros álbuns do gênero indie pop.
Em 1971, McCartney produziu Thrillington, uma versão orquestrada do Ram que foi lançada em 1977 sob o pseudônimo de "Percy 'Thrills' Thrillington". Em 2012, uma edição deluxe do álbum foi relançada com faixas bônus como parte da Paul McCartney Archive Collection(em inglês). Em 2020, Ram ficou em 450º lugar na lista da revista Rolling Stone dos "500 Maiores Álbuns de Todos os Tempos".

## Contexto
Paul McCartney e sua família viajaram para a cidade de Nova Iorque em outubro de 1970 para começar a trabalhar no sucessor de McCartney. Enquanto o álbum anterior apresentava-o tocando todos os instrumentos, para Ram, Paul decidiu realizar audições com músicos, alguns dos quais foram trazidos sob o pretexto de gravar um jingle. As audições foram realizadas em um sótão por três dias, onde David Spinozza foi contratado como guitarrista por Linda, antes das audições se mudarem para um porão no distrito de Bronx, onde Denny Seiwell foi trazido para tocar bateria. No meio dessas sessões, Spinozza ficou indisponível e foi substituído pelo novajersiano Hugh McCracken.

## Canções e produção
A produção das gravações básicas do álbum foram feitas no CBS Studios de 12 de outubro a 20 de novembro de 1970, antes de Paul e sua família retornarem à sua fazenda na Escócia para as férias de Natal. O trabalho voltou ao CBS e ao A&R Studios, em Nova Iorque, na segunda semana de janeiro de 1971 até fevereiro. Tocando guitarra ou piano, e cantando ao mesmo tempo, McCartney optou por fazer os overdubs de seu baixo mais tarde. Embora fosse um projeto colaborativo, os vocais de Linda se limitavam principalmente a cantar harmonias e apoiar o vocal de Paul, que realizou quase todos os vocais principais do álbum. Linda participou do vocal principal em algumas canções, como "Long Haired Lady" e "Admiral Halsey". A filha adotiva de Paul, Heather Louise McCartney, participou dos vocais de apoio em "Monkberry Moon Delight".
"Ram On", que aparece no primeiro lado do disco, foi reprisada no segundo lado, antes da faixa final do álbum, "The Back Seat of My Car". A Filarmônica de Nova Iorque foi trazida por McCartney para tocar em "Uncle Albert/Admiral Halsey", "Long Haired Lady" e "The Back Seat of My Car", assim como em "Another Day", com arranjos do produtor musical George Martin. "Uncle Albert/Admiral Halsey" tem uma veia semelhante ao medley de Abbey Road, já que a faixa consistia em duas canções inacabadas combinadas em uma.
O projeto foi movido para o Sound Recording Studios em Los Angeles, onde muitos dos vocais de fundo foram gravados. O produtor musical Jim Guercio cancelou sua lua de mel para supervisionar o projeto, mas sua recomendação não foi seguida por McCartney, e o progresso estagnou. Paul não conseguiu escolher quais das mais de vinte canções gravadas seriam cortadas do álbum. Guercio deixou o projeto para supervisionar um projeto anterior, e o engenheiro de som norueguês Eirik Wangberg o substituiu, terminando o álbum ao longo de seis semanas. Paul então deu rédea solta a Wangberg para mixar as faixas como bem entendesse, e sequenciá-las para o álbum da maneira que ele escolhesse. Entre as decisões feitas por Wangberg estava a junção de duas composições para fazer "Uncle Albert/Admiral Halsey", e a introdução de efeitos sonoros de trovão nessa faixa. Paul e Linda ficaram muito felizes ao ouvir a mixagem final do álbum.
As sessões de gravação também renderam o single "Another Day" e seu lado B, "Oh Woman, Oh Why", lançado em meados de fevereiro de 1971. As composições retiradas do álbum incluíam "Little Woman Love" e faixas mais tarde apresentadas no futuro álbum dos Wings, Red Rose Speedway: "Get on the Right Thing", "Little Lamb Dragonfly" e "Big Barn Bed". "I Lie Around", lançada como lado B do single "Live and Let Die", foi gravada durante essas sessões. Também foi gravada a primeira versão de "Seaside Woman". McCartney também gravou "Hey Diddle", "A Love for You", "Great Cock and Seagull Race", "Now Hear This Song of Mine", "Rode All Night", "Sunshine Something" e "When the Wind Is Blowing".